# ناهکولیت
ناهکولیت (انگلیسی: Nahcolite) یک ماده معدنی کربناته نرم، بی‌رنگ یا سفید با ترکیب بی کربنات سدیم (NaHCO3) است که ترموکالیت نیز نامیده می‌شود. در دستگاه بلوری تک‌شیب (مونوکلینیک) متبلور می‌شود.
ناهکولیت برای اولین بار در سال ۱۹۲۸ در یک دالان گدازه در وزوو ایتالیا دیده و توصیف شد. نام آن به عناصر تشکیل‌دهنده آن اشاره دارد: (NaHCO3). به صورت رسوب یا شکوفه چشمه آب گرم و دریاچه شور رخ می‌دهد. در توده‌های قلیایی متمایز؛ در آخال‌های سیال به عنوان فاز معدنی دختر و در رسوبات تبخیری. این سنگ در ارتباط با ترونا، ترموناتیت، تناردیت، هالیت، گیلوسیت، بورکیت، نورثوپیت و بوراکس رخ می‌دهد.
این سنگ در یک مجرای رومی در استوفه ده نرونه،  کامپی فلگرئی، نزدیک ناپل گزارش شده‌است. در ایالات متحده از دریاچه سرلز، شهرستان سن برناردینو، کالیفرنیا؛ در سازند گرین ریور، کلرادو و یوتا. در کانسار تینکالایو، سالار دل هومبر موئرتو، استان سالتا، آرژانتین؛ در کوه آولوآیو، لووزرو و توده خیبینی، شبه جزیره کولا، روسیه. و در اطراف کوه اربوس، سرزمین ویکتوریا، جنوبگان.